# Melhores do Ano de 2017
A 22.ª cerimônia de entrega dos Melhores do Ano, prêmio entregue pela emissora de televisão brasileira TV Globo aos melhores artistas da emissora referentes ao ano de 2017. Foi transmitida ao vivo no dia 10 de dezembro e apresentada pelo comunicador Fausto Silva.

## Resumo
| Programa/Telenovela  | Indicações | Vitórias |
| -------------------- | ---------- | -------- |
| A Força do Querer    | 18         | 8        |
| Os Dias Eram Assim   | 3          | 0        |
| Sob Pressão          | 2          | 2        |
| Novo Mundo           | 2          | 0        |
| Rock Story           | 2          | 0        |
| Jornal Nacional      | 2          | 0        |
| Tá no Ar: a TV na TV | 2          | 0        |
| Os Trapalhões        | 1          | 1        |
| Jornal Hoje          | 1          | 1        |
| A Cara do Pai        | 1          | 0        |
| Mister Brau          | 1          | 0        |
| Tempo de Amar        | 1          | 0        |

## Vencedores e indicados
| Ator de Novela | Atriz de Novela |
| --- | --- |
| - Marco Pigossi – (Zeca em A Força do Querer) - Rodrigo Lombardi – (Caio em A Força do Querer) - Vladimir Brichta – (Gui em Rock Story)               | - Paolla Oliveira – (Jeiza em A Força do Querer) - Juliana Paes – (Bibi Perigosa em A Força do Querer) - Letícia Colin – (Maria Leopoldina da Áustria em Novo Mundo) |
| Ator de Série | Atriz de Série |
| - Júlio Andrade – (Dr. Evandro em Sob Pressão) - Lázaro Ramos – (Mister Brau em Mister Brau) - Renato Góes – (Renato em Os Dias Eram Assim)           | - Marjorie Estiano – (Dra. Carolina em Sob Pressão) - Julia Dalavia – (Nanda em Os Dias Eram Assim) - Sophie Charlotte – (Alice em Os Dias Eram Assim)               |
| Ator Coadjuvante | Atriz Coadjuvante |
| - Emilio Dantas – (Rubinho em A Força do Querer) - Dan Stulbach – (Eugênio em A Força do Querer) - Guilherme Piva – (Licurgo em Novo Mundo)           | - Débora Falabella – (Irene em A Força do Querer) - Elizângela – (Aurora em A Força do Querer) - Zezé Polessa – (Edinalva em A Força do Querer)                      |
| Ator Revelação | Atriz Revelação |
| - Jonathan Azevedo – (Sabiá em A Força do Querer) - João Vicente de Castro – (Lázaro em Rock Story) - Silvero Pereira – (Nonato em A Força do Querer) | - Carol Duarte – (Ivana / Ivan em A Força do Querer) - Karla Karenina – (Dita em A Força do Querer) - Vitória Strada – (Maria Vitória em Tempo de Amar)              |
| Ator/Atriz Mirim | Comédia |
| - João Bravo – (Dedé em A Força do Querer) - Drico Alves – (Yuri em A Força do Querer) - Mel Maia – (Duda em A Cara do Pai)                           | - Lucas Veloso – (Os Trapalhões) - Marcelo Adnet – (Tá no Ar: a TV na TV) - Welder Rodrigues – (Tá no Ar: a TV na TV)                                                |
| Cantor | Cantora |
| - Luan Santana - Nego do Borel - Wesley Safadão | - Ivete Sangalo - Anitta - Marília Mendonça |
| Música do Ano | Jornalismo |
| - "K.O." – (Pabllo Vittar) - "Paradinha" – (Anitta) - "Trem Bala" – (Ana Vilela)                                                                      | - Sandra Annenberg – (Jornal Hoje) - Renata Vasconcellos – (Jornal Nacional) - William Bonner – (Jornal Nacional)                                                    |
| Personagem do Ano | |
| - Lília Cabral – (Silvana em A Força do Querer) - Tonico Pereira – (Abel em A Força do Querer) - Humberto Martins – (Eurico em A Força do Querer)     | |

## Prêmios especiais
O Domingão do Faustão realizou sua 17.ª cerimônia anual do Troféu Mário Lago em 31 de dezembro de 2017, onde foi premiado:
| Troféu Mário Lago |
| ----------------- |
| Caetano Veloso    |

## Apresentações
| Artista       | Música               |
| ------------- | -------------------- |
| Anitta        | "Paradinha"          |
| Ana Vilela    | "Trem Bala"          |
| Pabllo Vittar | "K.O."               |
| Ivete Sangalo | "À Vontade"          |
| Luan Santana  | "Acordando o Prédio" |

## In Memoriam
O In Memoriam homenageia os artistas que faleceram no ano de 2017.
- Almir Guineto — cantor
- Ana Maria Nascimento e Silva — atriz
- Belchior — cantor
- Carlos Chagas — jornalista
- Célia — cantora
- Eva Todor — atriz
- Gonzaga Blota — diretor e ator
- Haroldo Palo Jr. — fotógrafo
- Irene Stefânia — atriz
- Jerry Adriani — cantor
- João Elias — jornalista
- Kid Vinil — cantor
- Loalwa Braz — cantora
- Luiz Melodia — ator e cantor
- Marcelo Rezende — jornalista
- Márcia Cabrita — atriz
- Marcos Tumura — ator
- Maria Estela — atriz
- Nelson Xavier — ator
- Neuza Amaral — atriz
- Paulo Silvino — ator
- Rogéria — atriz
- Ruth Escobar — atriz
- Vic Militello — atriz
- Vida Alves — atriz
- Wilson das Neves — ator

## Votação
A votação é feito pelo site do Domingão do Faustão, a partir dessa edição, a cada domingo foram disponibilizadas 2, 3 ou 4 categorias para o público votar, sendo encerradas apenas minutos antes da premiação, em 10 de dezembro. Até 2015, a votação durava apenas uma semana.
| A partir de    | Categorias                                                 |
| -------------- | ---------------------------------------------------------- |
| 05 de novembro | Atriz Revelação, Ator de Série e Cantora                   |
| 12 de novembro | Ator Revelação, Jornalismo, Atriz de Série e Música do Ano |
| 19 de novembro | Atriz Coadjuvante e Personagem do Ano                      |
| 26 de novembro | Ator/Atriz Mirim, Ator Coadjuvante e Comédia               |
| 03 de dezembro | Cantor, Ator de Novela e Atriz de Novela                   |

## Ausentes
- Vladimir Brichta
- Wesley Safadão